# Neso yorkensis
Neso yorkensis är en skalbaggsart som beskrevs av Blackburn 1898. Neso yorkensis ingår i släktet Neso och familjen Melolonthidae. Inga underarter finns listade i Catalogue of Life.